# Jarred Elliott
Jarred Elliott (26 gennaio 2000) è un giocatore di badminton sudafricano.

## Palmarès
- Campionati africani

Kampala 2021: bronzo nel doppio maschile e nel doppio misto
Benoni 2023: oro nel doppio maschile e bronzo nel doppio misto